# José Marín
José Marín (Madrid, 1618 – Madrid, marzo 1699) è stato un cantante, chitarrista e compositore spagnolo.
Durante il Siglo de Oro fu uno degli autori più apprezzati e la sua fama è legata principalmente alle sue canzoni note col nome di tonos humanos.

## Biografia
Nacque nel 1618 a Madrid, città in cui trascorse la maggior parte della sua vita. Nel 1644 si recò a Roma per ricevere gli ordini sacerdotali e nello stesso anno entrò a far parte, come tenore, del coro di cappella presso la corte di re Filippo IV di Spagna, prestandovi servizio fino al 1649. 
Nello stesso periodo fu cantore presso il Real Monasterio de la Encarnaciòn di Madrid.
Il nome di Josè Marín compare negli Avisos di Jerónimo de Barrionuevo perché accusato di furto e di assassinio: «Ya están presos los que hicieron el hurto de Juan Aponte. Son tres capitanes de caballos: dos clérigos: el uno se llama Jusepe Marín, músico de la Encarnación, el mejor que haya en Madrid, el que mató a D. Tomás de Labaña y se fue a Roma, donde se ordenó». In seguito Marín fu sospeso dall'ordine.
Non è ancora stato accertato se egli abbia intrapreso un viaggio verso il Nuovo Mondo ma pare che dopo essersi pentito dei numerosi delitti commessi sia stato riabilitato come chierico.
Il 17 marzo 1699 la Gaceta de Madrid diede la notizia della sua morte: «Murió Don Joseph Marin, de edad de ochenta años, conocido dentro y fuera de España por su rara habilidad en la composición y execución de la música».

## Repertorio conservato
José Marín compose più di 70 canzoni, per voce sola con accompagnamento strumentale. Gran parte della sua opera è conservata a Madrid presso la Biblioteca Nacional de España.
In Italia presso la Biblioteca Nazionale Marciana di Venezia è conservato il manoscritto Cantate spagnuole, appartenente alla raccolta I Codici musicali Contariniani del XVII secolo, che contiene alcuni tonos humanos attribuiti a Marín. 
La collezione di tonos humanos più completa attribuita a Marín si trova in Inghilterra presso il Fitzwilliam Museum di Cambridge ed è conosciuta come Libro de tonos de José Marín, Cancionero de Marín o come il Cancionero de Cambridge.

## Riscoperta
José Marín è considerato, insieme a Juan Hidalgo, l'autore più importante di musica profana a voce sola del barocco spagnolo. La sua recente riscoperta è legata soprattutto alla produzione discografica di opere di José Marín. Tonos humanos a cui hanno partecipato il soprano Montserrat Figueras e il chitarrista Rolf Lislevand, mentre dal punto di vista musicologico gli studi su Marín sono culminati con l'edizione critica completa delle sue opere.